# Trnávka (kraj morawsko-śląski)
Trnávka – gmina w Czechach, w powiecie Nowy Jiczyn, w kraju morawsko-śląskim. Według danych z dnia 1 stycznia 2012 liczyła 736 mieszkańców.